# 学宫
學宮，是中國古代的地方官方學校，主要用于教授儒家经典，特别是孔子学说，通常同時有孔廟和学校建築，兼有祭祀孔子和培養人才的雙重功能。唐贞观四年（630年）“诏州、县学皆作孔子庙”之后，形成了“庙学合一”的教育规制，即各级官办学校（府学、州学、县学）与孔庙合一。学宫通常与文庙相连，形成“左庙右学”的布局。学宫的教育对象主要是贵族子弟，平民没有受教育的权利。学宫不仅是一个教育场所，还承担着行政职能，是教育、行政合一的机构。‌
学宫的历史可以追溯到西周时期，当时称为“辟雍”，是周天子设立的大学，专门教授国子和贵族子弟。学宫在不同历史时期有不同的功能和含义。在封建时代，学宫通常与孔庙相结合，既用于祭祀孔子，也是县学所在地，同时承担着教育生员的角色。
学宫的建筑布局和功能也因历史时期和地理位置的不同而有所变化。例如，广东省徐闻县的学宫建于明弘治十四年（1501年），历代均有修葺，现存的大成殿是一座重檐歇山顶的建筑，具有独特的建筑风格和历史价值。